# Harmanli
Harmanli (bugarski: Харманли) je grad na jugoistoku Bugarske, od 22 000 stanovnika. Harmanli je nastao kao naselje oko 1510. godine, na važnom karavanskom putu koji je povezivao Središnju Europu i Anatoliju. 
Harmanli je upravno sjedište u Oblasti Haskovo.

## Zemljopisne osobine
Harmanli se nalazi u Gornjoj Trakiji između južnih padina planine Sredna Gora i padina Rodopa na sjeveru. 
Rijeka Marica teče pored Harmalija, grad je udaljen 270 km od glavnog grada Sofije

## Povijest
Prvi pisani izvori o Harmaliju su iz 1530. godine, njih je napisao slovenski benediktinac Kuripešič, koji je proputovao kroz Harmanli u svojstvu prevodioca. 
Tadašnji otomanski upravitelji naselja napravili su dobar karavan-saraj na desnoj obali rijeke Harmanli ( tada se je zvala Oludere), kao odmorište na usputnoj stanici za Istanbul.
Vrijednost naselja je još više porasla kad je vezir Sivijuš paša 1585. godine izgradio most preko rijeke Oludere. 
Na orijentalnom mostu postavljena je u skladu s tadašnjim turskim običajima mramorna ploča s tarihom (stihovima) posvećenima građevini. 
- Svijet je most preko kojeg prelazi kako kralj tako i siromah

Most je i danas u funkciji. Oko karavan-saraja i mosta narastao je grad Harmali koji je nakon osnutka Kneževine Bugarske 1834. godine dobio neke upravne ovlasti, kao upravno srediište tog dijela zemlje.

## Vanjske poveznice
Info stranice grada Harmanlija